# Markus Bailey
Markus LaJuan Bailey (Columbus, Ohio, 7 de marzo de 1997) más conocido como Markus Bailey, es un jugador profesional estadounidense de fútbol americano que se desempeña en la posición de linebacker en Cincinnati Bengals, equipo de la National Football League (NFL).

## Carrera
Fue seleccionado en la séptima ronda en la Reunión Anual de Selección de Jugadores de la NFL de 2020. Hizo su debut profesional con el equipo Cincinnati Bengals, donde lleva jugando cuatro temporadas.